# 오후나토우오이치바마에역
오후나토우오이치바마에역(일본어: 大船渡魚市場前駅)은 일본 이와테현 오후나토시에 위치한 동일본 여객철도 오후나토 선을 대체한 BRT 정거장이다.

## 이용 현황
- 2015년 기준 8명

## 역 주변
- 국도 제45호선
- 산리쿠 자동차도

## 역사
- 2015년 12월 5일 : 개업.
- 2016년 3월 26일 : 영업 거리 설정.

## 인접 역
| 동일본 여객철도 오후나토 선 | 동일본 여객철도 오후나토 선 | 동일본 여객철도 오후나토 선 |
| --------------------------- | --------------------------- | --------------------------- |
| 시모후나토 이치노세키 방면  | ■ 오후나토 선 (BRT 구간)    | 오후나토 사카리 방면        |